# 天主教欧什总教区
天主教欧什总教区是罗马天主教在法国西南部设立的一个总教区，范围相当于南部-比利牛斯大区的热尔省。目前已失去教省地位，成为天主教图卢兹总教区的附属教区。主教座堂为欧什圣母主教座堂。现任总主教为2004年任命的 Maurice Marcel Gardès。 